# 神社人
神社人（じんじゃじん）は神社情報専門のコミュニティ・ポータルサイト。株式会社カルチャージ及び一般社団法人国際教養振興協会（ICPA）が運営している。

## 概要
当サイトは東條英利によって2009年に立ち上げられた。2014年9月時点で、全国の神社1万社以上（東京都内はほぼ網羅）の情報を集めたデータベースを備える。また、神社の話題に特化したオープン型のコミュニティサイト（SNS）が併設されているのも大きな特徴である。
この他には、神社や日本の伝統・習慣などに関する勉強会、セミナー、ワークショップ等のイベントも随時開催している。

## サイトの構成
- 情報ポータルサイト「神社人」 - 神社のデーターベースや様々な知識、イベント情報の掲載など。
- コミュニティSNS「NAORAI」 - 神社に関するコミュニティSNS、無料会員登録をすることで参加が可能。

## 運営会社・団体
運営会社の株式会社カルチャージは、当サイトと同じく2009年に設立された。東條英機のひ孫で東條英勝の息子・東條英利が代表を務めている。社名はカルチャー（文化）とチャージ（充填、補充する）を掛け合わせた造語である。また、「株式會社カルチャージ」とあえて旧字体で表記している。
一方、2013年7月には一般社団法人国際教養振興協会（代表は同じく東條英利）が発足した。同団体は当サイトの企画・運営を受け持っている。